# 高野山町石道
町石道（ちょういしみち）は、慈尊院（和歌山県伊都郡九度山町）から高野山（和歌山県伊都郡高野町）へ通じる高野山の表参道である。弘法大師が高野山を開山して以来の信仰の道とされてきた。国の史跡「高野参詣道」として指定されている。ユネスコの世界遺産『紀伊山地の霊場と参詣道』の「高野参詣道」の構成資産の一部として登録されている。

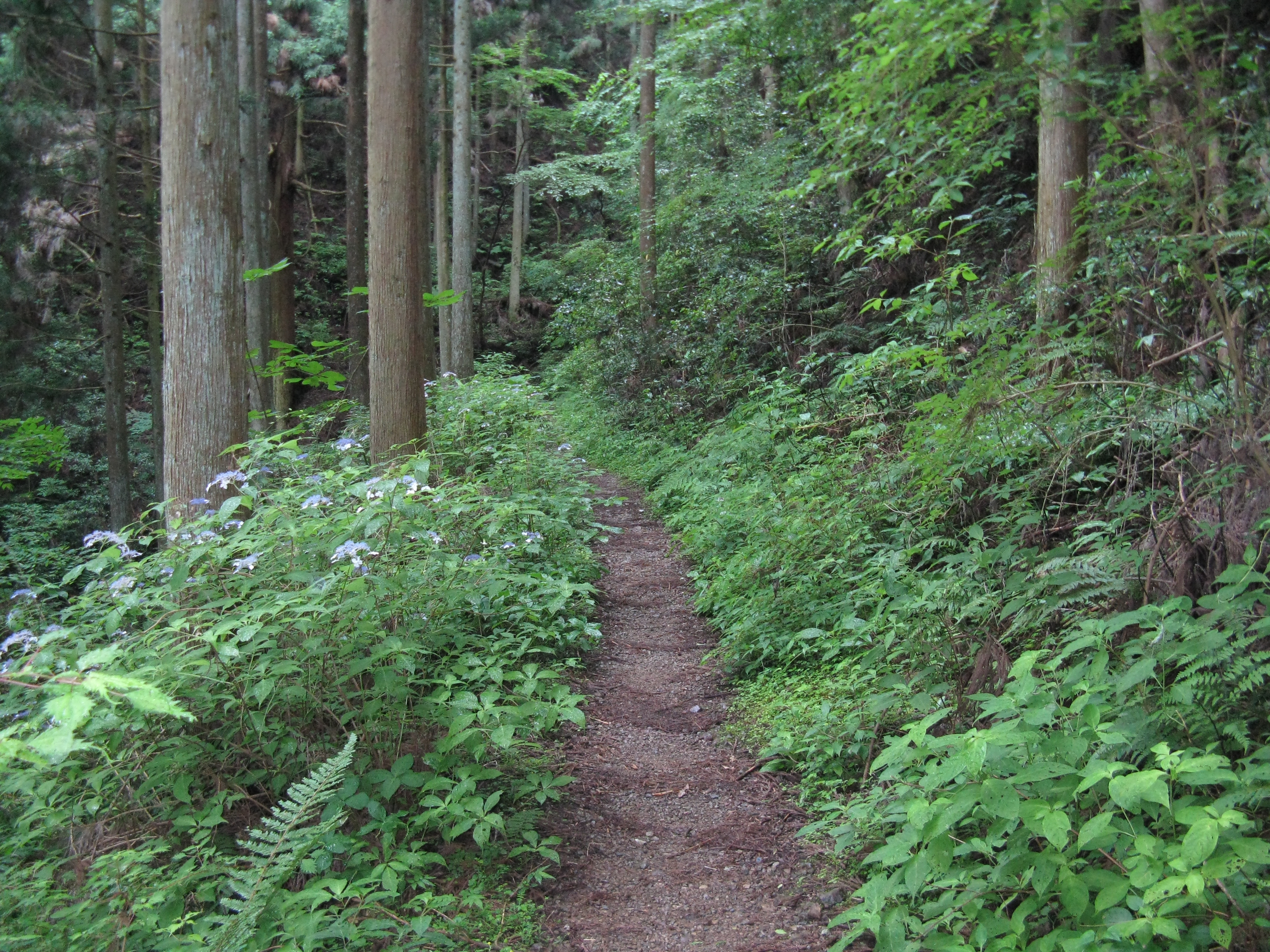
高野参詣道 町石道

## 概要
紀ノ川南岸の九度山町にある慈尊院から高野山へ上る高野参詣道で、弘法大師が切り開き、その後も最もよく使われた主要道である。町石道の名の由来は、道標（道しるべ）として、1町（約109メートル）ごとに「町石（ちょういし）」と呼ばれる高さ約3メートル弱の五輪卒塔婆形の石柱が建てられた事による。高野山上の壇上伽藍・根本大塔を起点として慈尊院までの約22キロメートルの道中に180基、大塔から高野山奥の院・弘法大師御廟まで約4キロメートルの道中に36基の、合計216基の町石が置かれている。慈尊院から数えて36町（1里）ごとには、町石の近くに「里石（りいし）」が合計4基置かれている。

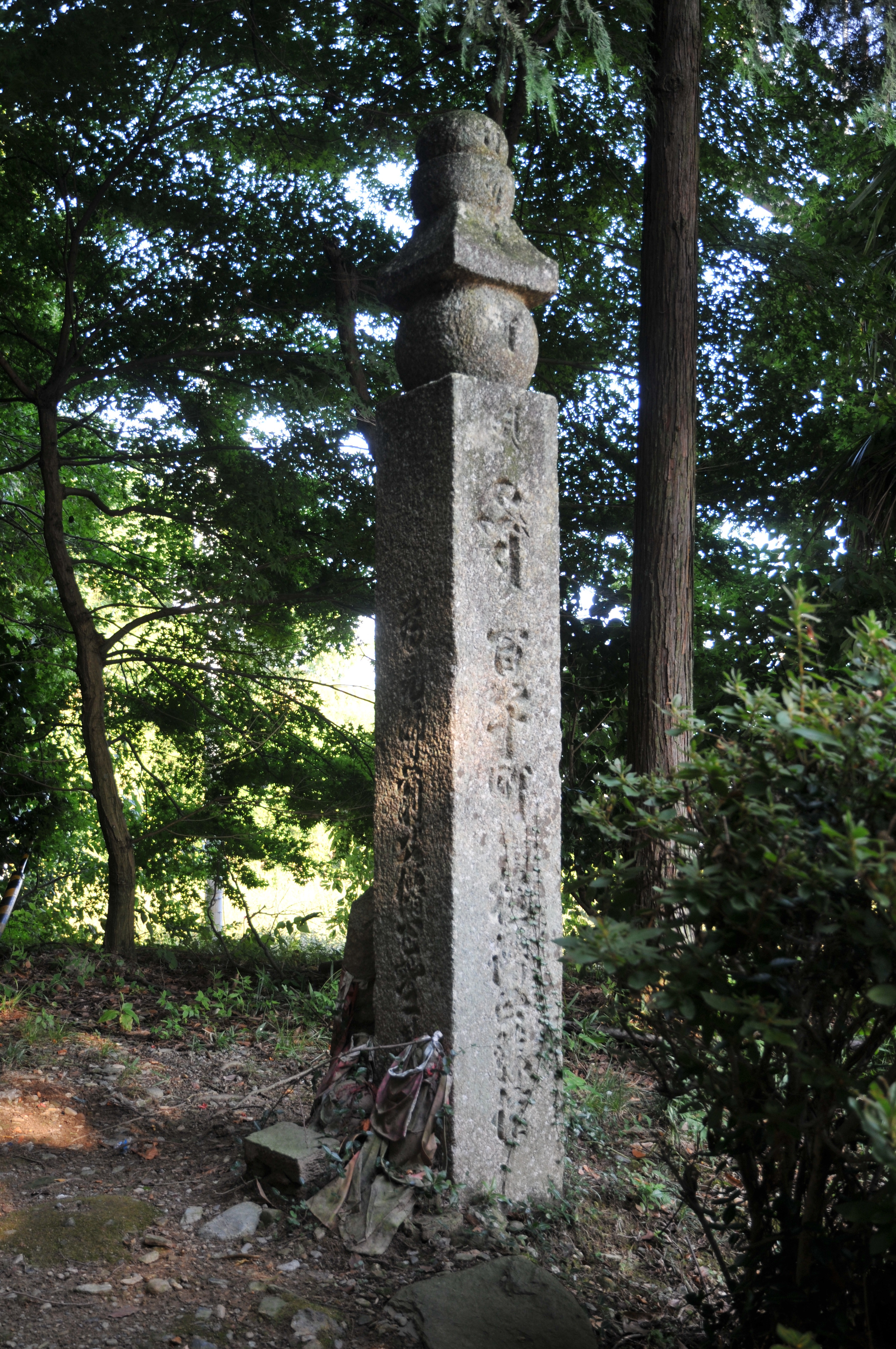
慈尊院にある町石（百八十町石）

町石は、弘法大師が開山した平安時代の頃は木製の卒塔婆だったと言われており、風雨にさらされるなどして老朽化したため、鎌倉時代の文永2年（1265年）頃に遍照光院の覚きょう上人が石造の町卒塔婆建立を発願し、20年の歳月をかけて弘安8年（1285年）に完成した。それら町石は御影（兵庫県）で切り出された花崗岩に建て替えたもので、単なる道標ではなく、壇上伽藍からの距離（町数）のほか、密教の金剛界三十六尊及び胎蔵界百八十尊の梵字、寄進者の名前建、立年月日及び目的などが彫り込まれ、町石自体が一体の仏を表しているとされ、かつては高野巡礼の人々が町石のひとつひとつに手を合わせて礼拝しながら登ったと言われている。現在でも216基の町石のうち179基については当時のものが建立当時のまま残り、今なお昔日の面影を伝えている。
この一帯は和歌山県高野山町石道玉川峡県立自然公園の一部をなす。

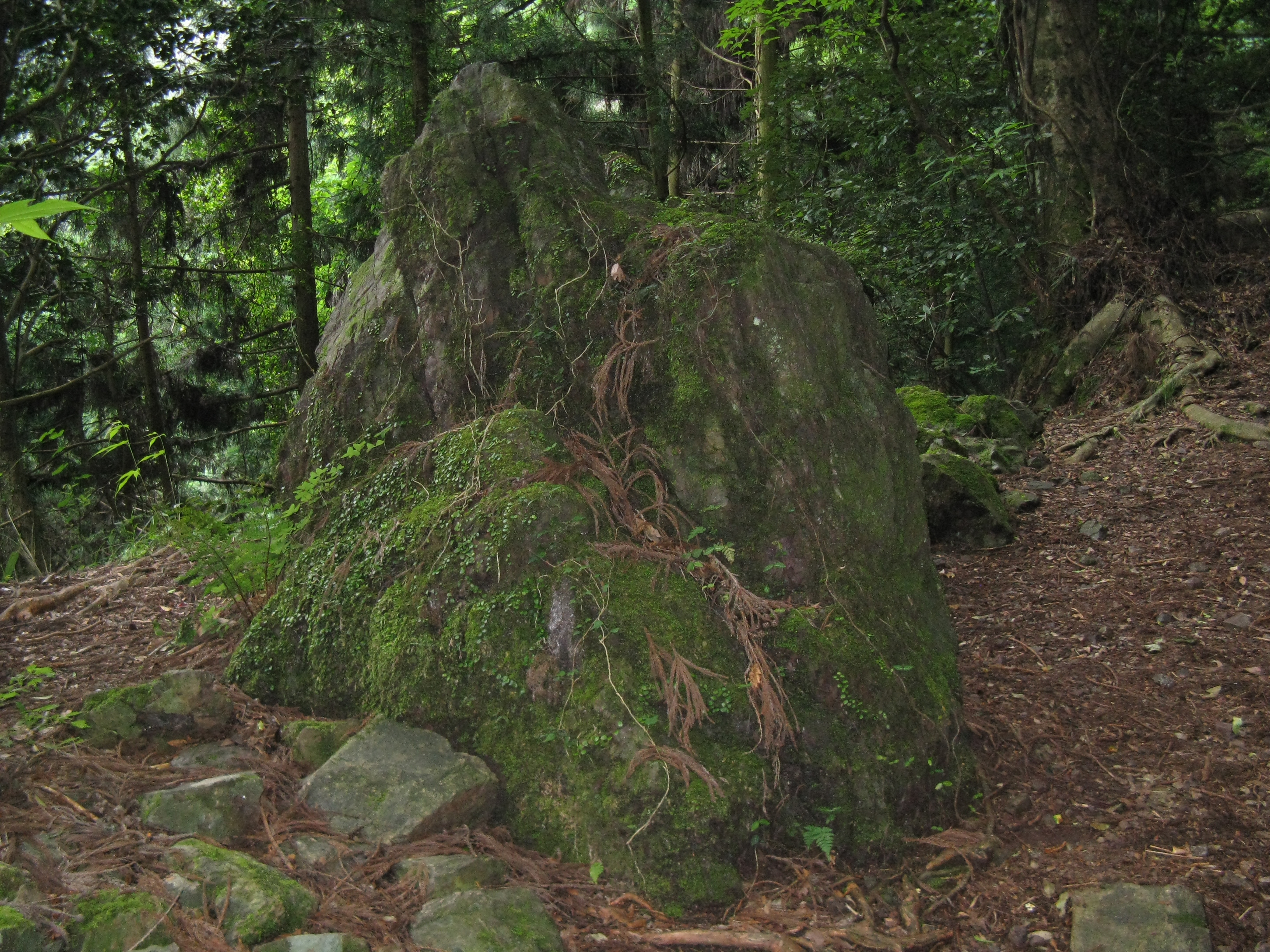
袈裟掛石

## 国史跡
国の史跡に「高野参詣道」を構成する「町石道」として指定されている。
※1997年3月6日に指定名称「高野山町石道」として史跡に指定されたが、2015年10月7日に、三谷坂、京大坂道不動坂、黒河道、女人道が追加指定された。その際、指定名称が「高野山町石道」から「高野参詣道」に変更され、高野山町石道は「町石道」に名称変更され、町石道、三谷坂、京大坂道不動坂、黒河道、女人道が「高野参詣道」として史跡に指定されている。

## 世界遺産
2004年7月に「高野山町石道」がユネスコの世界遺産『紀伊山地の霊場と参詣道』の構成資産の一部として登録された。
2016年10月24日に、三谷坂、京大坂道不動坂、黒河道、女人道が追加指定された。その際、登録名称が「高野山町石道」から「町石道」に名称変更され、町石道、三谷坂、京大坂道不動坂、黒河道、女人道が「高野参詣道」の構成資産として登録されている。

## 高野参詣道　町石道を歩く
現在では道も整備され、四国遍路を終え高野山へお礼参りをする際に、弘法大師の足跡をたどり歩く参詣者も見かける。また、ハイキングコースとして気軽に歩く事もできるが、途中、携帯電話の電波が届かない場所もあるので注意が必要である。慈尊院から歩けば高野山上まで6～7時間かかるが、途中にある丹生都比売神社からでは4～5時間、矢立からでは2～3時間で歩く事ができる。

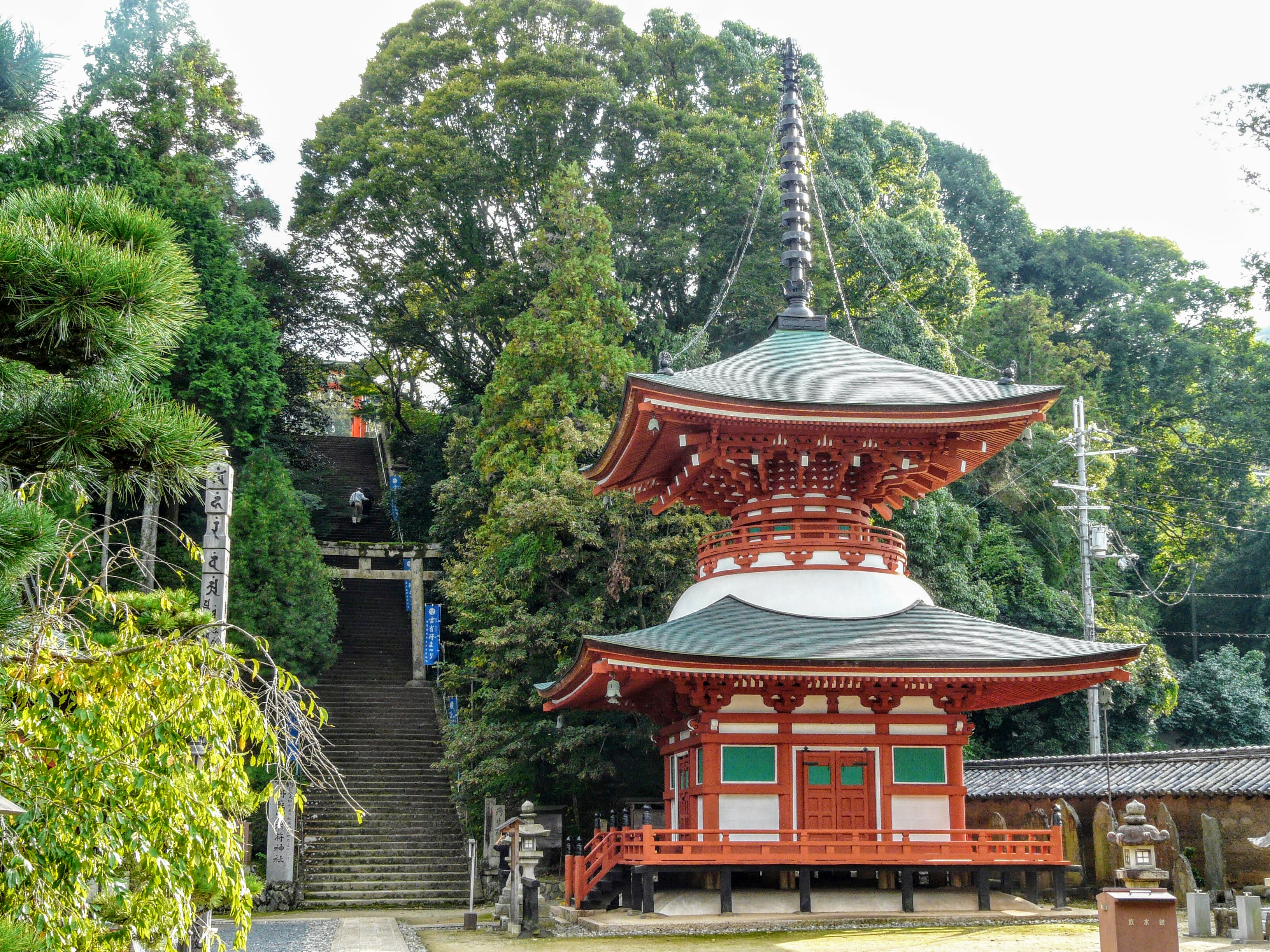
町石道の起点となる慈尊院。多宝塔の左方石段を登ると丹生官省符神社境内。途中の鳥居の右方に百八十町石がある。

## 事件
町石道のうち、和歌山県かつらぎ町内の12ヵ所に亘り、人為的に溝が掘削されているのが、2020年6月までに発見された。同町は、県内に住む80歳代の男性が無断で掘り起こした可能性があるとして、この男性を文化財保護法違反容疑で同年6月18日に和歌山県警察に刑事告発した。